# 白血病裂孔
白血病裂孔（英名Leukemic hiatus）とは、主に急性骨髄性白血病で観察される血液の状態のことである。
白血球裂孔あるいは白血病間隙ともいう

## 概要
健康な状態の骨髄にはバリアがあり、幼若な分化途中段階の血液細胞は骨髄の外に出られず、成熟した血液細胞のみが末梢血中に現れる。
しかし、白血病で骨髄内が過形成状態（高密度に細胞が充満している状態）になるとバリアが破綻し幼若な血液細胞も末梢血中に流れ出る。
この際、慢性骨髄性白血病では白血病細胞の分化能が失われていないため、最未分化細胞から成熟細胞までの各分化段階の白血球が末梢血中に見られる。
しかし、急性骨髄性白血病では分化能を失った白血病細胞が幼若細胞の形態のまま異常な増殖をした末に末梢血に流れ出るので、末梢血中の白血球（白血球様細胞）には多数の幼若細胞（白血病細胞）と少数の正常な成熟細胞のみが見られるようになる。
この末梢血中に幼若細胞と成熟細胞のみが見られ、中間の分化段階の細胞が欠落した状態を白血病裂孔という。
一例としては、好中球は　骨髄芽球、前骨髄球、骨髄球、後骨髄球、好中球と分化していくが、急性骨髄性白血病（M1型）だと病的な骨髄芽球と好中球が見られ、中間の前骨髄球、骨髄球、後骨髄球は観察されないのである。
（注.実際には、中間の分化段階の細胞もまったく存在しない訳ではない。しかし数が極端に少ないので、ほとんど観察されないのである。）